# Mirtana costaricensis
Mirtana costaricensis là một loài chân đều trong họ Philosciidae. Loài này được Leistikow miêu tả khoa học năm 1997.